# Edifici Hispano Olivetti
L'Edifici Hispano Olivetti està situat a la Ronda de la Universitat, 18 de Barcelona i està catalogat com a bé cultural d'interès local.

## Història
El 1929, i per iniciativa de l'empresari Juli Caparà i Marquès, es va constituir a Barcelona la societat anònima Hispano Olivetti, filial espanyola del fabricant italià de màquines d'escriure Olivetti. Després de la Guerra Civil, va construir una nova fàbrica prop de la Plaça de les Glòries, una de les més importants del món.
En aquest context, la filial Comercial Mecanográfica SA necessitava un lloc per a les oficines, sales de venda i l'exposició de l'assortiment, que no fos massa lluny dels clients potencials, com ara entitats bancàries, oficials i administratives. Per això, va contractar l'equip BBPR, format pels arquitectes Lodovico Belgiojoso, Enrico Peressutti i Ernesto Nathan Rogers, que amb aquest edifici, construït entre 1960 i 1964, especialment Rogers com a teòric, plantejà una revisió dels postulats de l'arquitectura moderna cap a la màxima adaptació dels tecnicismes constructius, tant en l'estructura com en la disposició lliure de les plantes i el mur cortina de la façana. En aquella època, el president d'Olivetti havia començat una campanya de canvi d'imatge corporativa i volia promoure en totes les intervencions obres d'autèntica avantguarda.
La companyia es va desfer de l'edifici el 1998, quan les màquines d'escriure van esdevenir obsoletes davant l'evolució de l'ofimàtica. Aleshores, va acollir diverses oficines, incloent-hi una de les seus del Departament de Justícia de la Generalitat de Catalunya. Finalment, entre 2015 i 2016 va ser completament remodelat i transformat en hotel.

## Arquitectura
L'edifici, de planta baixa i entresòl, set pisos i àtic, té un nucli de comunicacions verticals (escales i ascensors) en una de les mitgeres, mentre que la resta de l'espai, destinat a oficines, és diàfan. Al centre de la planta baixa, concebuda com a un espai obert d'exposició, hi ha dos pilars de formigó buixardat exempts. A sobre hi ha un mur cortina amb quinze plafons de vidre per planta sobre tancaments metàl·lics en voladís sobre el carrer, creant un vistós efecte esglaonat cap a la part central.